# Tovabotjärnen
Tovabotjärnen är en sjö i Bollnäs kommun i Hälsingland och ingår i Testeboåns huvudavrinningsområde. Sjön har en area på 0,128 kvadratkilometer och ligger 436,8 meter över havet.

## Delavrinningsområde
Tovabotjärnen ingår i det delavrinningsområde (676793-150897) som SMHI kallar för Mynnar i Kölsjön. Medelhöjden är 395 meter över havet och ytan är 10,29 kvadratkilometer. Det finns inga avrinningsområden uppströms utan avrinningsområdet är högsta punkten. Svartbäcken som avvattnar avrinningsområdet har biflödesordning 3, vilket innebär att vattnet flödar genom totalt 3 vattendrag innan det når havet efter 100 kilometer. Avrinningsområdet består mestadels av skog (87 procent). Avrinningsområdet har 0,13 kvadratkilometer vattenytor vilket ger det en sjöprocent på 1,3 procent.